# チェルヴェッロ
チェルヴェッロ（Cervello、イタリア語で「脳」）は、1970年代初期に活動したイタリアのプログレッシブ・ロック・バンドの名称である。

## 略歴
チェルヴェッロは、ナポリのミュージシャンによって結成された。17歳のコラード・ルスティチは、当時、ナポリの人気ロックバンドだったオザンナのギタリストであるダニーロ・ルスティチの弟であった。
1973年、バンドは彼らの唯一のアルバム『メロス』をリリースした。これは素晴らしいイタリアン・シンフォニック・プログレッシブ・ロック作品となっている。楽曲において、バンドは優れた楽器巧者らしさを示し、時々複雑すぎるほどのパッセージをまぶしている。フルートとサクソフォーンが、他のプログレッシブ作品においてよく使われるキーボードとメロトロンを置き換えるため、頻繁に使用されている。
好評を博したにもかかわらず、バンドは1974年に解散した。コラード・ルスティチは、オザンナでの短い仕事とノヴァでの長い在籍の後、ソロ・ミュージシャンおよび音楽プロデューサーとして成功に向かうキャリアを開始した。ジャンルイジ・ディフランコは、1980年代初期に打楽器奏者のトニ・エスポジトと一緒に仕事した。その後は、音楽療法の研究に専念している。
2017年、元メンバーの3人、アントニオ・スパニョーロ、ジュリオ・ダンブロッジオ、コラード・ルスティチが、新しいバンド・メンバーのヴィルジーニオ・シモネッリ（リード・ボーカル）、ササ・プリオーレ（キーボード）、ダヴィデ・デヴィート（ドラム）と東京でコンサートを行った。これはアルバム『ナポリ幻想 (ライヴ・イン・東京 2017)』というライブCDおよびDVDとしてリリースされた。

## ディスコグラフィ

### アルバム
- 『メロス』 - Melos (1973年)
- 『ナポリ幻想 (ライヴ・イン・東京 2017)』 - Live in Tokyo 2017 (2019年)